# Clásicos del fútbol en México
Los clásicos del fútbol en México son partidos que están marcados por rivalidades históricas entre dos clubes, generalmente pertenecientes a una misma región. A diferencia de otras partes del mundo, casi todos los clásicos en el país azteca son de origen relativamente reciente.
Originalmente, los clásicos de fútbol en México se remiten a la etapa previa del profesionalismo. Los derbies «originales», pero que actualmente ya no pueden considerarse como tales, son el duelo «hispano» entre el Asturias contra el España y la rivalidad entre el Atlante y el Necaxa, convocando a las multitudes en las décadas de 1920, 1930 y principios de la década de 1940. También, al igual que otras naciones, los partidos entre los llamados «cuatro grandes» son considerados clásicos.
A continuación se reseñan las rivalidades históricas más destacadas.

## Clásico Nacional o Clásico de Clásicos
El Clásico del Fútbol Mexicano, popularmente conocido como El Superclásico o Clásico de Clásicos, es jugado entre los clubes más populares y ganadores de la época profesional del fútbol mexicano, el Club América y el Club Deportivo Guadalajara. Donde también son los equipos más tradicionales de las ciudades, Ciudad de México y Guadalajara respectivamente. La rivalidad entre estos dos equipos surge a finales de los años 50, específicamente el 12 de noviembre de 1959 en un partido que ganó el Guadalajara por 2-0 y había levantado mucha expectativa debido a unas declaraciones hechas por el entrenador azulcrema burlándose del cuadro tapatío en el partido anterior donde el América ganó 2-0. Se ha convertido en la rivalidad más importante del fútbol mexicano, donde este partido divide al país en dos bandos donde se enfrentan dos conceptos antagónicos de ver y sentir el fútbol. Por un lado el Guadalajara equipo que está conformado por una plantilla de jugadores 100% mexicanos, el cual representa el orgullo del pueblo y del otro lado está el América que siempre busca brillar con grandes fichajes de extranjeros.
En 1959, Emilio Azcárraga Milmo heredero propietario de Telesistema Mexicano, la empresa que hoy es Televisa, adquiere al equipo América y a partir de ese momento se buscó hacer una promoción intensa para que el equipo se arraigara en la sociedad mexicana. Durante la década de 1960, el Guadalajara atravesaba por su mejor época, conocida como la «Era del Campeonísimo»; América buscó crear una antagonía y hacer que el partido se considerara un clásico, utilizando la figura de personajes como Fernando Marcos González para crear un cierto «pique» entre instituciones. La bronca que se generó en el estadio Olímpico de Ciudad Universitaria, en 1962, fue el punto cumbre para que la rivalidad llegará a arraigarse.
Este duelo se disputó dentro de la gran final de la Primera División en la temporada 1983-84, las finales de Copa México en 1953-54 y 1954-55, los duelos del Campeón de Campeones de 1963-64 y 1964-65, e incluso dentro de la Copa Libertadores de América en 1998.

## Clásico Joven
El Clásico Joven es disputado entre dos de los cuatro equipos más importantes de México, el Club América y el Deportivo Cruz Azul, los cuales tienen dieciséis y nueve títulos de liga respectivamente. Ambas escuadras juegan en la Ciudad de México, aunque el Cruz Azul tuvo sus orígenes en la ciudad de Jasso en el Estado de Hidalgo.
El primer partido entre ambos equipos fue el 30 de agosto de 1964 en el Estadio 10 de diciembre, donde el América se llevó el triunfo 2-1 con goles de Martín Ibarreche y Alfonso Portugal; por parte de los cementeros anotó Hilario Díaz. Sin embargo, esta rivalidad nació el 9 de julio de 1972 en donde ambos clubes disputaron en un partido único el título de la temporada 1971-72. Allí, Cruz Azul venció al América por marcador de 4-1.

## Clásico Capitalino
El Clásico Capitalino es disputado por el Club América y Club Universidad Nacional, ambos con sede en la Ciudad de México, de ahí el nombre. Esta rivalidad dio comienzo en la década de 1980 surgió cuando ambos clubes disputaron dos finales en esa década. La primera fue en la temporada 1984/85, donde luego de dos empates, se debió definir en un tercer partido de desempate el 28 de mayo de 1985 en Querétaro, en el cual causó gran polémica la actuación del árbitro Joaquín Urrea. El marcador final fue de 3-1 favorable a las Águilas con dos goles de Daniel Brailovsky y uno de Carlos Hermosillo. Este título significó el quinto en su historia. 
Volvieron a enfrentarse en una final para la temporada 1987/88, donde nuevamente el América se alzó con la victoria con un contundente 4-1 en el partido de vuelta el 3 de julio de 1988 y un 4-2 global. La última final de liga que disputaron fue en la campaña 1990/91, en la cual por fin Pumas UNAM pudo cobrar las anteriores afrentas. En el primer partido, las Águilas ganaron de locales por 3-2 el 19 de junio de 1991 y en el partido de vuelta del 22 de junio, el juego lo definió con un gol de tiro libre el brasileño Ricardo «Tuca» Ferretti. Este título fue el tercero en la historia del club universitario.

## Clásico Regiomontano
El Clásico Regiomontano es disputado entre los dos equipos más importantes del estado de Nuevo León, el Club de Fútbol Monterrey y Tigres UANL. La rivalidad se originó en la década de 1960, cuando ambos clubes pertenecían en la Segunda división del fútbol mexicano, el único clásico jugado allí hasta la fecha. Históricamente, al Monterrey se le ha asociado con la élite regiomontana con posturas de derecha y a Tigres como el «el equipo del pueblo», vinculado a la izquierda; no obstante, con el paso del tiempo, ambos cuentan con una amplia gama de simpatizantes.
Ambos clubes han disputado dos finales. La primera en el Apertura 2017, donde Tigres fue dominante tanto en el partido de ida que terminó 1-1 como en el partido de vuelta en la que ganó 1-2 tras remontar de visita; por ende, el club logró su sexto campeonato de liga. Dos años después, se jugó la segunda final regia, esta vez en la Liga de Campeones de la Concacaf 2019; allí, el Monterrey pudo desquitar la derrota anterior ganando el partido de ida por 1-0 y logrando mantener el global a su favor pese al marcador 1-1, para de esta manera ganar la cuarta Liga de Campeones en su historia.

## Clásico Tapatío
El Clásico Tapatío es disputado entre los dos equipos más antiguos e importantes del estado de Jalisco, el Club Deportivo Guadalajara y el Club de Fútbol Atlas. Es considerado el clásico más antiguo del fútbol mexicano al jugarse desde el año 1916, siendo un juego que se vive con gran apasionamiento por parte de los seguidores de ambos clubes. El primer partido se jugó el 15 de septiembre de 1916, exactamente un mes después de la fundación del Atlas; el partido terminó empatado sin goles y fue suspendido por falta de garantías para continuar el juego. 
La rivalidad deportiva nació debido, además de ser clubes de la misma entidad federativa, a la diferencia de clases sociales que existía entre los dos conjuntos. Mientras el Guadalajara era seguido por los sectores populares, el Atlas representaba y era seguido por la clase alta de la ciudad, debido a que los fundadores del club rojinegro provenían de familias acaudaladas y aprendieron el deporte del fútbol en sus viajes como estudiantes al Reino Unido.